# Thaïlande aux Jeux olympiques d'été de 2020
La Thaïlande participe aux Jeux olympiques de 2020 à Tokyo au Japon. Il s'agit de sa 17e participation à des Jeux d'été.

## Médaillés
| Sport     | Discipline            | Athlète(s)             | Performance                   | Date       |
| --------- | --------------------- | ---------------------- | ----------------------------- | ---------- |
| Taekwondo | Moins de 49 kg femmes | Panipak Wongpattanakit | Adriana Cerezo Victoire 11-10 | 24 juillet |

| Sport | Discipline          | Athlète(s)         | Performance                   | Date   |
| ----- | ------------------- | ------------------ | ----------------------------- | ------ |
| Boxe  | Poids légers femmes | Sudaporn Seesondee | Kellie Harrington Défaite 2-3 | 5 août |

## Athlètes engagés
| Sport           | Hommes | Femmes | Total |
| --------------- | ------ | ------ | ----- |
| Athlétisme      | 1      | 1      | 2     |
| Aviron          | 2      | 0      | 2     |
| Badminton       | 2      | 5      | 7     |
| Boxe            | 1      | 3      | 4     |
| Canoë-kayak     | 0      | 1      | 1     |
| Cyclisme        | 0      | 2      | 2     |
| Équitation      | 2      | 1      | 3     |
| Golf            | 2      | 2      | 4     |
| Judo            | 0      | 1      | 1     |
| Natation        | 1      | 1      | 2     |
| Taekwondo       | 1      | 1      | 2     |
| Tennis de table | 0      | 2      | 2     |
| Tir             | 2      | 4      | 6     |
| Voile           | 1      | 2      | 3     |
| Total           | 15     | 26     | 41    |

## Résultats

### Athlétisme
| Athlète          | Épreuve           | Finale        | Finale |
| Athlète          | Épreuve           | Temps         | Rang   |
| ---------------- | ----------------- | ------------- | ------ |
| Kieran Tuntivate | 10 000 m masculin | 29 min 1 s 92 | 23e    |

| Athlète          | Épreuve                  | Qualification | Qualification | Finale      | Finale   |
| Athlète          | Épreuve                  | Performance   | Rang          | Performance | Rang     |
| ---------------- | ------------------------ | ------------- | ------------- | ----------- | -------- |
| Subenrat Insaeng | Lancer du disque féminin | 59,23 m       | 18e           | Éliminée    | Éliminée |

### Aviron
| Nawamin Deenoi Siwakorn Wongpin | Deux de couple poids légers masculin | 7 min 7 s 5 | 6e | 7 min 20 s 50 | 6e | Non disputé | Non disputé | Finale C 6 min 56 s 13 | 16e |

### Badminton
| Athlète                                        | Compétition   | Phase de groupes                      | Phase de groupes                         | Phase de groupes                                  | Phase de groupes | 1/8e de finale                | Quarts de finale                                 | Demi-finales     | Finale / 3e place | Finale / 3e place |
| Athlète                                        | Compétition   | Adversaire Score                      | Adversaire Score                         | Adversaire Score                                  | Rang             | Adversaire Score              | Adversaire Score                                 | Adversaire Score | Adversaire Score  | Rang              |
| ---------------------------------------------- | ------------- | ------------------------------------- | ---------------------------------------- | ------------------------------------------------- | ---------------- | ----------------------------- | ------------------------------------------------ | ---------------- | ----------------- | ----------------- |
| Kantaphon Wangcharoen                          | Simple hommes | Schäfer Victoire 21-13, 21-15         | Penty Défaite 19-21, 19-21               | Non disputé                                       | 2e du gr. K      | Éliminé                       | Éliminé                                          | Éliminé          | Éliminé           | Éliminé           |
| Ratchanok Intanon                              | Simple dames  | Sárosi forfait                        | Cheah Su Ya Victoire 19-21, 21-18, 21-10 | Non disputé                                       | 1er du gr. N     | Tunjung Victoire 21-12, 21-19 | Tai Défaite 21-14, 18-21, 18-21                  | Éliminée         | Éliminée          | Éliminée          |
| Busanan Ongbamrungphan                         | Simple dames  | Macías Victoire 21-4, 21-9            | Kuuba Victoire 21-16, 21-12              | Non disputé                                       | 1er du gr. D     | An Défaite 15-21, 15-21       | Éliminée                                         | Éliminée         | Éliminée          | Éliminée          |
| Jongkolphan Kititharakul Rawinda Prajongjai    | Double dames  | Chen / Jia Défaite 6-21, 10-21        | Kim / Kong Défaite 19-21, 22-24          | G. Stoeva / S. Stoeva Défaite 11-21, 21-16, 17-21 | 4e du gr. D      | Non disputé                   | Éliminées                                        | Éliminées        | Éliminées         | Éliminées         |
| Dechapol Puavaranukroh Sapsiree Taerattanachai | Double mixte  | Hurlburt-Yu / Wu Victoire 21-13, 21-6 | Gicquel / Delrue Victoire 21-9, 21-15    | Ellis / Smith Défaite 12-21, 19-21                | 2e du gr. B      | Non disputé                   | Watanabe / Higashino Défaite 21-15, 16-21, 14-21 | Éliminés         | Éliminés          | Éliminés          |

### Boxe
| Athlète               | Catégorie               | 1/16e de finale        | 1/8e de finale      | Quart de finale       | Demi-finale            | Finale              | Rang                                |
| Athlète               | Catégorie               | Adversaire Résultat    | Adversaire Résultat | Adversaire Résultat   | Adversaire Résultat    | Adversaire Résultat | Rang                                |
| --------------------- | ----------------------- | ---------------------- | ------------------- | --------------------- | ---------------------- | ------------------- | ----------------------------------- |
| Chatchai-decha Butdee | Plumes hommes (-57 kg)  | McGrail Victoire 5-0   | Cuello Victoire 4-1 | Álvarez Défaite 2-3   | Éliminé                | Éliminé             | Éliminé                             |
| Jutamas Jitpong       | Mouches femmes (-51 kg) | Boualam Victoire 5-0   | Magno Victoire 5-0  | Çakıroğlu Défaite 0-5 | Éliminée               | Éliminée            | Éliminée                            |
| Sudaporn Seesondee    | Légers femmes (-60 kg)  | Palacios Victoire 5-0  | Kaur Victoire 5-0   | Dubois Victoire 3-2   | Harrington Défaite 2-3 | Éliminée            | Médaille de bronze, Jeux olympiques |
| Baison Manikon        | Welters femmes (-69 kg) | Dalgatova Victoire 4-1 | Gu Défaite 0-5      | Éliminée              | Éliminée               | Éliminée            | Éliminée                            |

### Canoë-kayak
| Athlète            | Compétition     | Série    | Série | Quarts de finale | Quarts de finale | Demi-finale | Demi-finale | Finale Finale B Finale C | Finale Finale B Finale C |
| Athlète            | Compétition     | Temps    | Rang  | Temps            | Rang             | Temps       | Rang        | Temps                    | Rang                     |
| ------------------ | --------------- | -------- | ----- | ---------------- | ---------------- | ----------- | ----------- | ------------------------ | ------------------------ |
| Orasa Thiangkathok | C1 200 m femmes | 48 s 262 | 5e    | 48 s 559         | 5e               | Éliminée    | Éliminée    | Éliminée                 | Éliminée                 |

### Cyclisme
| Athlète                  | Compétition | Quart de finale | Quart de finale | Demi-finale | Demi-finale | Finale   | Finale   |
| Athlète                  | Compétition | Points          | Rang            | Points      | Rang        | Temps    | Rang     |
| ------------------------ | ----------- | --------------- | --------------- | ----------- | ----------- | -------- | -------- |
| Chutikan Kitwanitsathian | Femmes      | 18              | 6e              | Éliminée    | Éliminée    | Éliminée | Éliminée |

| Athlète           | Compétition            | Temps    | Rang     |
| ----------------- | ---------------------- | -------- | -------- |
| Jutatip Maneephan | Course en ligne femmes | Éliminée | Éliminée |

### Équitation
| Athlète                                                     | Cheval           | Compétition | Dressage  | Dressage | Cross-country | Cross-country | Cross-country | Saut d'obstacles | Saut d'obstacles | Saut d'obstacles | Saut d'obstacles | Saut d'obstacles | Saut d'obstacles | Total     | Total    |
| Athlète                                                     | Cheval           | Compétition | Dressage  | Dressage | Cross-country | Cross-country | Cross-country | Qualification    | Qualification    | Qualification    | Finale           | Finale           | Finale           | Total     | Total    |
| Athlète                                                     | Cheval           | Compétition | Pénalités | Rang     | Pénalités     | Total         | Rang          | Pénalités        | Total            | Rang             | Pénalités        | Total            | Rang             | Pénalités | Rang     |
| ----------------------------------------------------------- | ---------------- | ----------- | --------- | -------- | ------------- | ------------- | ------------- | ---------------- | ---------------- | ---------------- | ---------------- | ---------------- | ---------------- | --------- | -------- |
| Arinadtha Chavatanont                                       | Boleybawn Prince | Individuel  | 42,40     | 57e      | Éliminée      | Éliminée      | Éliminée      | Éliminée         | Éliminée         | Éliminée         | Éliminée         | Éliminée         | Éliminée         | Éliminée  | Éliminée |
| Weerapat Pitakanonda                                        | Carnival March   | Individuel  | 38,20     | 51e      | Éliminé       | Éliminé       | Éliminé       | Éliminé          | Éliminé          | Éliminé          | Éliminé          | Éliminé          | Éliminé          | Éliminé   | Éliminé  |
| Korntawat Samran                                            | Bonero K         | Individuel  | 32,50     | 27e      | Éliminé       | Éliminé       | Éliminé       | Éliminé          | Éliminé          | Éliminé          | Éliminé          | Éliminé          | Éliminé          | Éliminé   | Éliminé  |
| Arinadtha Chavatanont Weerapat Pitakanonda Korntawat Samran | voir ci-dessus   | Individuel  | 113,10    | 14e      | 600,00        | 713,10        | 15e           | 300,00           | 1 013,10         | 15e              | Non qualifiés    | Non qualifiés    | Non qualifiés    | 1 013,10  | 15e      |

### Golf
| Athlète              | Compétition       | Scores | Scores | Scores | Scores | Total    | Rang |
| Athlète              | Compétition       | Jour 1 | Jour 2 | Jour 3 | Jour 4 | Total    | Rang |
| -------------------- | ----------------- | ------ | ------ | ------ | ------ | -------- | ---- |
| Gunn Charoenkul      | Épreuve masculine | 71     | 71     | 71     | 67     | 280 (-4) | 45e  |
| Jazz Janewattananond | Épreuve masculine | 64     | 71     | 72     | 68     | 275 (-9) | 27e  |
| Ariya Jutanugarn     | Épreuve féminine  | 77     | 67     | 69     | 72     | 285 (+1) | 43e  |
| Patty Tavatanakit    | Épreuve féminine  | 71     | 71     | 69     | 68     | 279 (-5) | 23e  |

### Judo
| Athlète            | Compétition           | 1er tour             | 2e tour             | Quart de finale     | Demi-finale         | Repêchage           | Finale / MB         | Rang     |
| Athlète            | Compétition           | Adversaire Résultat  | Adversaire Résultat | Adversaire Résultat | Adversaire Résultat | Adversaire Résultat | Adversaire Résultat | Rang     |
| ------------------ | --------------------- | -------------------- | ------------------- | ------------------- | ------------------- | ------------------- | ------------------- | -------- |
| Kachakorn Warasiha | Moins de 52 kg femmes | Iraoui Défaite 00-10 | Éliminée            | Éliminée            | Éliminée            | Éliminée            | Éliminée            | Éliminée |

### Natation
| Athlète              | Épreuve                  | Série        | Série | Demi-finale | Demi-finale | Finale   | Finale   |
| Athlète              | Épreuve                  | Temps        | Rang  | Temps       | Rang        | Temps    | Rang     |
| -------------------- | ------------------------ | ------------ | ----- | ----------- | ----------- | -------- | -------- |
| Navaphat Wongcharoen | 100 m papillon masculin  | 54 s 36      | 50e   | Éliminé     | Éliminé     | Éliminé  | Éliminé  |
| Navaphat Wongcharoen | 200 m papillon masculin  | 2 min 1 s 43 | 36e   | Éliminé     | Éliminé     | Éliminé  | Éliminé  |
| Jenjira Srisa-Ard    | 50 m nage libre féminin  | 25 s 97      | 37e   | Éliminée    | Éliminée    | Éliminée | Éliminée |
| Jenjira Srisa-Ard    | 100 m nage libre féminin | 57 s 42      | 42e   | Éliminée    | Éliminée    | Éliminée | Éliminée |

### Taekwondo
| Athlète                | Compétition           | Huitièmes de finale   | Quarts de finale          | Demi-finale           | Repêchage           | Finale / MB           | Rang                           |
| Athlète                | Compétition           | Adversaire Résultat   | Adversaire Résultat       | Adversaire Résultat   | Adversaire Résultat | Adversaire Résultat   | Rang                           |
| ---------------------- | --------------------- | --------------------- | ------------------------- | --------------------- | ------------------- | --------------------- | ------------------------------ |
| Ramnarong Sawekwiharee | Moins de 58 kg hommes | Khalil Victoire 23-7  | Dell'Aquila Défaite 17-37 | Non qualifiée         | Salim Défaite 22-43 | Éliminé               | 7e                             |
| Panipak Wongpattanakit | Moins de 49 kg femmes | Semberg Victoire 29-5 | Trương Victoire 20-11     | Yamada Victoire 34-12 | -                   | Cerezo Victoire 11-10 | Médaille d'or, Jeux olympiques |

### Tennis de table
| Athlète(s)           | Compétition  | Tour préliminaire | 1er tour          | 2e tour               | 3e tour              | 4e tour          | Quarts de finale | Demi-finale      | Finale / MB      | Rang     |
| Athlète(s)           | Compétition  | Adversaire Score  | Adversaire Score  | Adversaire Score      | Adversaire Score     | Adversaire Score | Adversaire Score | Adversaire Score | Adversaire Score | Rang     |
| -------------------- | ------------ | ----------------- | ----------------- | --------------------- | -------------------- | ---------------- | ---------------- | ---------------- | ---------------- | -------- |
| Orawan Paranang      | Simple dames | Exemptée          | Díaz Victoire 4-0 | Matelová Victoire 4-2 | Ishikawa Défaite 2-4 | Éliminée         | Éliminée         | Éliminée         | Éliminée         | Éliminée |
| Suthasini Sawettabut | Simple dames | Exemptée          | Exemptée          | Vega Victoire 4-0     | Samara Victoire 4-1  | Ito Défaite 0-4  | Éliminée         | Éliminée         | Éliminée         | Éliminée |

### Tir
| Athlète                    | Compétition                 | Qualification | Qualification | Finale  | Finale  |
| Athlète                    | Compétition                 | Points        | Rang          | Points  | Rang    |
| -------------------------- | --------------------------- | ------------- | ------------- | ------- | ------- |
| Isaranuudom Phurihiranphat | Pistolet à 25 m tir rapide, | 570           | 20e           | Éliminé | Éliminé |
| Savate Sresthaporn         | Trap,                       | 121           | 12e           | Éliminé | Éliminé |

| Athlète               | Compétition                  | Qualification | Qualification | Finale   | Finale   |
| Athlète               | Compétition                  | Points        | Rang          | Points   | Rang     |
| --------------------- | ---------------------------- | ------------- | ------------- | -------- | -------- |
| Tanyaporn Prucksakorn | Pistolet à air comprimé 10 m | 570           | 22e           | Éliminée | Éliminée |
| Tanyaporn Prucksakorn | Pistolet à 25 m,             | 583           | 10e           | Éliminée | Éliminée |
| Naphaswan Yangpaiboon | Pistolet à air comprimé 10 m | 560           | 39e           | Éliminée | Éliminée |
| Naphaswan Yangpaiboon | Pistolet à 25 m,             | 580           | 17e           | Éliminée | Éliminée |
| Isarapa Imprasertsuk  | Skeet,                       | 120 (+6)      | 4e            | 36       | 4e       |
| Sutiya Jiewchaloemmit | Skeet,                       | 118           | 11e           | Éliminée | Éliminée |

### Voile
| Athlète                  | Compétition         | Régate | Régate | Régate | Régate | Régate | Régate | Régate | Régate | Régate | Régate | Régate      | Régate      | Régate | Total net | Rang final |
| Athlète                  | Compétition         | 1      | 2      | 3      | 4      | 5      | 6      | 7      | 8      | 9      | 10     | 11          | 12          | CM     | Total net | Rang final |
| ------------------------ | ------------------- | ------ | ------ | ------ | ------ | ------ | ------ | ------ | ------ | ------ | ------ | ----------- | ----------- | ------ | --------- | ---------- |
| Natthaphong Phonoppharat | RS:X hommes         | 24     | 24     | 25     | 24     | ab.    | 20     | 24     | 21     | 24     | 24     | 24          | 24          | EL     | 258       | 24e        |
| Kamolwan Chanyim         | Laser Radial femmes | 27     | 32     | 36     | 32     | 38     | 36     | 29     | 36     | 35     | 34     | Non disputé | Non disputé | EL     | 298       | 38e        |
| Siripon Kaewduang-ngam   | RS:X femmes         | 10     | 20     | 10     | 17     | 19     | 14     | 21     | 16     | 15     | 17     | 18          | 15          | EL     | 171       | 17e        |